# 唐寬 (嘉靖進士)
唐寬（1499年—？），字栗夫，號鵲山，山西太原府平定州人，軍籍，明朝政治人物。

## 生平
嘉靖四年（1525年）乙酉科山西鄉試第五十五名舉人，嘉靖十一年（1532年）中式壬辰科會試第一百四十八名，三甲第一百三十二名進士。戶部觀政，授永平府推官，升刑部主事，歷升員外郎、郎中，出為懷慶府知府，歷升陝西按察司副使、陝西行太僕寺卿、陝西苑馬寺卿、四川布政使司參政、四川按察使、山東右布政使，四十年七月进左布政使，四十一年（1562年）七月升太僕寺卿，四十二年五月升應天府府尹，九月被給事中何煃弹劾昏庸不称职，被令致仕。

## 家族
曾祖唐謙；祖父唐茂；父唐廷琰。母荊氏；繼母王氏。具慶下。兄唐寵，弟唐宷。子唐堯咨。